# Zgodbe vogerszkoga králesztva
Zgodbe vogerszkoga králesztva (Zgodbe ogrske kraljevine, madžarsko A Magyar Királyság története) je šesto delo Jožefa Košiča in je osnova nove knjižne prekmurščine in prva prekmurska zgodovinska knjiga. Knjigo je leta 1848 natisnil Imre Bertalanffy v Sombotelu (Zgodbe Vogerszkoga Králesztva. Szpiszáo Kossics József plebános na gorejnyem Sziniki Natiszk od Bertalanffy Imrea v-Szombotheli vu leti 1848.).

## Zgodovina
Neznan, kaj je bil vir knjige, ali nemško, ali madžarsko knjigo je uporabljal Košič. Košič je prevzel cele stavke iz knjige Dogodivšine Štajerske zemle, ki jo je pisal Anton Krempl, župnik Male Nedelje, pri Ljutomeru (prekmursko Lutmerk), tako Košič je vgradil štajerski slovenski elementi v prekmurščini. S tem delom je imel namen poučevati, najverjetneje so ga uporabljali tudi v šoli.
Neznan avtor je leta 1848 prevedel Košičevo knjigo v gradiščansko hrvaščino, a naslov te knjige ni znan.

## Vsebina
Knjiga se začenja z dovodom:
Vsza zemla, po steroj je zdáj vogerszko Králesztvo razprestránjeno, v-sztároj dóbi je v-Pannonio bila omejana. – Po csaszig v-Pannonio teliko národov razbijajoucs pride i odide, kak jih je escse nej vidla, niti jih nebode vecs vidla; ki szo jo sporobili, opűsztili, szcéczaku tak, da je zse nej znála csidna je? – Náj sztrahovitejsi szo bilí
V prvem poglavju reči o Hunih, potem o Obrih in Ogrih (Madžarih). Običajno tako gleda, da Ogri potomci Hunov. Potem šestnajst pomembnih vladarov obravna: Zoltán in Géza (Gejza) kneza, Sveti Štefan I. (Szvéti Stevan. I. Krao) prvi madžarski kralj, kralji Andrej I. (András I. Kráo), Sveti Ladislav I. (Szvéti Ladiszlav Krao), Kolman I. ali Knjigar Kolman (Kolmán Krao), Sigismund Luksemburški (Zsiga Krao), Vladislav I. (Wladiszlav I. kráo), Ladislav Posmrtni (Ladiszlav V. kráo), Kralj Matjaž (Matyas I. Kráo), Ludvik II. Jagelonec (Lajos II. kráo), Maksimilijan II. (Maximilián Kráo), Leopold I. Habsburški (Leopold I. Kráo), Marija Terezija (Mária Therezia kralíca), Jožef II. (Jósef II. Kráo), Ferdinand V. Habsburško-Lotarinški (Ferdinand V. Kráo).
Podaljšek knjige je Sztarine, ampak to samo v rokopisu ostal.